# Crypthelia affinis
Crypthelia affinis är en nässeldjursart som beskrevs av Henry Nottidge Moseley 1879. Crypthelia affinis ingår i släktet Crypthelia och familjen Stylasteridae. Inga underarter finns listade i Catalogue of Life.